# Hemipogon carassensis
Hemipogon carassensis är en oleanderväxtart som först beskrevs av Gustaf Oskar Andersson Malme, och fick sitt nu gällande namn av Rapini. Hemipogon carassensis ingår i släktet Hemipogon och familjen oleanderväxter. Inga underarter finns listade i Catalogue of Life.